# Caproni Ca.2
Il Caproni Ca.2 fu il secondo aeroplano progettato e costruito dal pioniere dell'aviazione trentino Gianni Caproni. Era caratterizzato, come il suo immediato predecessore Caproni Ca.1, da un'architettura biplana con fusoliera a traliccio e impennaggi in coda; se ne differenziava però per l'impianto motopropulsore, composto non più da un singolo motore Miller e da una doppia elica, ma da un motore Rebus e da un'elica singola ad esso direttamente collegata. Volò una sola volta (il 12 agosto 1910) a Malpensa, nella brughiera di Somma Lombardo; all'atterraggio si schiantò violentemente, ma senza conseguenze per il pilota.

## Storia del progetto
Dopo la distruzione del Caproni Ca.1 nel duro atterraggio che pose fine al suo primo volo, per il resto portato avanti in modo soddisfacente, Gianni Caproni e i suoi collaboratori (che si erano installati alla cascina della Malpensa per costruire e sperimentare i loro aeroplani all'inizio dell'aprile 1910) decisero di intraprendere la costruzione di un nuovo aereo, che sarebbe stato denominato Caproni Ca.2.
Nel frattempo essi avviarono i lavori di riparazione del Ca.1; il 23 luglio 1910, però, una tromba d'aria scoperchiò l'hangar nel quale erano riposti i due aerei (uno in riparazione, l'altro in costruzione) e li danneggiò piuttosto gravemente. In seguito i lavori ripresero, nonostante tutto, e il Ca.1 poté essere usato per qualche prova con le manovre a terra.
Il Ca.2 venne completato nella prima metà di agosto.

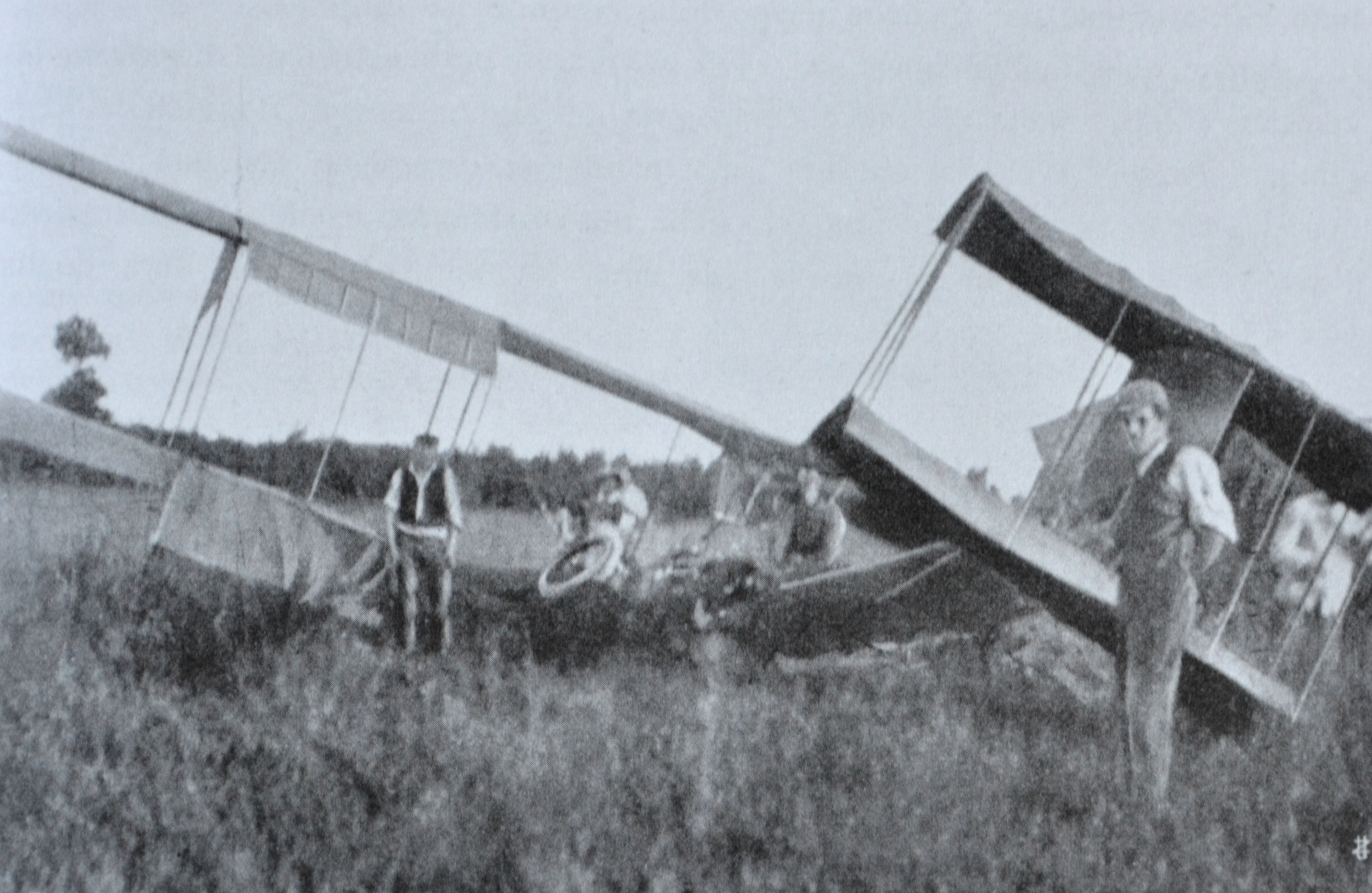
Il relitto del Caproni Ca.2 dopo lo schianto che pose fine al suo primo e unico volo.

## Tecnica
Il Caproni Ca.2 era molto simile al suo predecessore Ca.1, di cui conservava le dimensioni, la configurazione e la struttura. Se ne differenziava principalmente per il motore e per il sistema delle eliche: il Miller da 4 cilindri a ventaglio del Ca.1, in grado di sviluppare 25 CV,  era stato sostituito da un Rebus a 4 cilindri in linea con una potenza di 50 CV, il quale era inoltre leggermente più affidabile del Miller; la trasmissione a catena che muoveva le due eliche controrotanti del Ca.1 era stata sostituita da un più semplice sistema con un'elica singola mossa direttamente dall'albero motore.

## Impiego operativo
Il 12 agosto 1910 il Ca.2 venne portato fuori dall'hangar e trascinato fino a una zona della brughiera relativamente sgombra da arbusti e sterpaglie, sotto un ciglione non lontano da Gallarate. Per l'occasione annunciata, un certo numero di persone curiose di essere testimoni del volo di un aeroplano accorsero dalle cascine circostanti. Ugo Tabacchi, lo stesso autista e operaio che aveva già pilotato il Ca.1 nel suo volo inaugurale, prese i comandi e fece decollare il velivolo, compiendo un lungo volo in cui si alzò a una quota di circa 50 m. Ancora una volta, tuttavia, la sua mancanza di esperienza fece sì che l'atterraggio fosse estremamente duro e, nello schianto al suolo, il biplano fu gravemente danneggiato. Il pilota non riportò ferite nemmeno questa volta, ma i danni riportati dalla macchina posero fine alla sua carriera di volo.